# Sérgio Aparecido Colombo
Sérgio Aparecido Colombo (* 29. August 1954 in Cajobi, Bundesstaat São Paulo, Brasilien) ist ein brasilianischer römisch-katholischer Geistlicher und Bischof von Bragança Paulista.

Wappen von Sérgio Aparecido Colombo.

## Leben
Sérgio Aparecido Colombo empfing am 6. August 1980 das Sakrament der Priesterweihe.
Am 10. Oktober 2001 ernannte ihn Papst Johannes Paul II. zum Titularbischof von Pudentiana und bestellte ihn zum Weihbischof in São Carlos. Der Bischof von Limeira, Ercílio Turco, spendete ihm am 6. Januar 2002 die Bischofsweihe; Mitkonsekratoren waren der Bischof von São Carlos, Joviano de Lima Júnior SSS, und der Bischof von São Miguel Paulista, Fernando Legal SDB. Die Amtseinführung erfolgte am 1. Februar 2002.
Am 3. Dezember 2003 ernannte ihn Papst Johannes Paul II. zum Bischof von Paranavaí. Die Amtseinführung fand am 1. Februar 2004 statt. Papst Benedikt XVI. bestellte ihn am 16. September 2009 zum Bischof von Bragança Paulista.